# 大友義閭
大友 義閭（おおとも よしさと）は、江戸時代前期から中期にかけての高家旗本。大友義孝の次男。
貞享4年（1687年）9月6日、将軍徳川綱吉に御目見する。元禄2年（1689年）11月18日、表高家衆に列する。宝永元年（1704年）6月27日、義孝の隠居により家督を相続する。宝永2年（1705年）1月11日、高家職に就き、従五位下・侍従・因幡守に叙任する。後に従四位上に昇る。正徳3年（1713年）6月18日、高家肝煎となる。享保16年（1731年）10月25日、高家肝煎を辞職する。享保17年（1732年）12月18日死去、享年68。